# حديقة السويدي
حديقة السويدي، هي إحدى حدائق مدينة الرياض عاصمة المملكة العربية السعودية، تأسست عام 1983، وتقع جنوبي الرياض في شارع سعد بن المنذر في حي السويدي وتمتد على مساحة تتجاوز 100 ألف متر مربع.

## مرافق الحديقة
تضم الحديقة: متنزه للعائلات، ومسار المشي والجري، وأماكن جلوس، ومطاعم ومقاهي، ومواقع مخصصة للأطفال.

## فعاليات موسم الرياض 2022
تستضيف منطقة حديقة السويدي، مهرجانًا أسبوعيًّا يعكس ثقافات سبع دول، هي: الفلبين، والهند، وإندونيسيا، وباكستان، وسيريلانكا، والسودان، وبنغلاديش، من خلال التركيز على تعريف الزوار بأنماط العيش في تلك الدول من حيث العادات، والموسيقى، والعروض الترفيهية، والاستعراض الشعبي لتلك البلدان.
وتشمل الفعاليات بازارات أسبوعية تعود لثقافات متنوعة، إضافة إلى عروض فنية وحفلات غنائية متنوعة على المسرح الرئيس للمنطقة خلال نهاية الأسبوع، وجلسات خارجية، وألعاب في منطقة روح المغامرة.
وتتيح المنطقة لزوارها الأطفال بفعاليات متنوعة ما بين ركوب الدراجات، والرسم، والحرف اليدوية، وممارسة دور المزارع في فعالية المزرعة.